# Трунино (Кирилловский район)
Трунино — деревня в Кирилловском районе Вологодской области.
Входит в состав Талицкого сельского поселения, с точки зрения административно-территориального деления — в Талицкий сельсовет.
Расстояние по автодороге до районного центра Кириллова — 68 км, до центра муниципального образования Талиц — 3 км. Ближайшие населённые пункты — Черницыно, Петровское, Демидово.
По переписи 2002 года население — 11 человек.